# Quiz in Rot-Weiß-Rot
Quiz in Rot-Weiß-Rot war eine österreichische Quizsendung, die von Gerhard Tötschinger moderiert und von 1978 bis 1988 im ORF-Fernsehen gesendet wurde.

## Beschreibung
Die Sendung wurde alternierend von den neun ORF-Landesstudios produziert. In vielen Folgen war Hans Peter Heinzl als Koch zu sehen, der bei Rezepten der Wiener Küche irgendetwas falsch machte; der Fehler war jeweils zu erraten. Ab 1985 präsentierte Theo Peer als Museumsführer in 26 Folgen österreichische Museen.
Die Titelmelodie der Sendung stammte von Weather Report (die ersten Takte von Birdland von Joe Zawinul). Beim Flug über Österreich, während dessen man den Ort erraten musste, über den der Hubschrauber gerade geflogen war, wurde die Romanze Nr. 2 für Violine und Orchester F-dur op. 50  von Ludwig van Beethoven (arrangiert von James Last) gespielt.